# برولو
برولو (به ایتالیایی: Brolo) یک منطقهٔ مسکونی در ایتالیا است که در استان مسینا واقع شده‌است.

## خصوصیات
برولو ۷٫۹ کیلومترمربع مساحت و ۵٬۵۹۵ نفر جمعیت دارد.